# Maria Corti
Maria Corti (ur. 1915 w Mediolanie, zm. 22 lutego 2002 tamże) – włoska pisarka i historyk literatury.
Była profesorem historii języka włoskiego na Uniwersytecie w Pawii oraz przewodniczącą Włoskiego Towarzystwa Semiotycznego. Prowadziła studia nad twórczością  Cavalcantiego, poetami Stil novo oraz neapolitańskimi pisarzami XV wieku. Była autorką wielu prac naukowych. Oprócz tego tworzyła też literaturę piękną. Najbardziej znaną jej pozycją jest powieść historyczna "Godzina próby" o bohaterskiej obronie miasta Otranto przed najazdem tureckim w 1480 roku.

## Twórczość
- Godzina próby (L'ora di tutti), Milano, 1962;
- II ballo dei sapienti, Milano, 1966;
- Cantare nel buio, 1981;
- Voci del nord-est. Taccuino americano, Milano, 1986 e 2004;
- II canto delle sirene, Milano, 1989;
- Catasto magico, 1999;